# Betz-le-Château
Betz-le-Château település Franciaországban, Indre-et-Loire megyében. Lakosainak száma 508 fő (2022. január 1.). Betz-le-Château La Celle-Guenand, Esves-le-Moutier, Ferrière-Larçon, Saint-Flovier, Saint-Senoch és Verneuil-sur-Indre községekkel határos.

## Népesség
A település népességének változása:
| Lakosok száma | 1015 | 689  | 619  | 587  | 573  | 575  | 571  | 536  | 519  | 508  |
|               | 1968 | 1982 | 1990 | 2006 | 2013 | 2015 | 2017 | 2019 | 2020 | 2022 |